# 瀘州直隸州
瀘州直隸州，明朝时设置的直隶州。

泸州在四川省的位置（1820年）

明初瀘州属重慶府，洪武六年（1373年），泸州直隶四川行省，九年（1376年）直隶四川布政使司。清朝时，评价：要，沖，繁，難。川南永寧道治所。光緒三十四年（1908年），析九姓鄉隸永寧直隸州。領縣三：納溪縣、合江縣、江安縣。1913年，改为泸县。